# Maria Stęślicka
Maria Stęślicka  (ur. 16 stycznia 1937 w Oswieniczkach, zm. 15 lipca 2002 we Wrocławiu) – polska fizyczka.

## Życiorys
Urodzona w Oswieniczkach na Wileńszczyźnie. Studia na Uniwersytecie Wrocławskim w zakresie fizyki ukończyła w 1961, a siedem lat później obroniła pracę doktorską (promotor: prof. dr hab. Zygmunt Galasiewicz). W 1974 habilitowała się, a tytuł profesora otrzymała w 1988. Pracowała w Katedrze Fizyki Doświadczalnej Uniwersytetu Wrocławskiego (1961–1968), Instytucie Fizyki Doświadczalnej UWr (1969–1988), następnie została kierownikiem Zakładu Teorii Powierzchni IFD UWr i była nim do 2002 roku.
Promotor siedmiu doktorów, w tym dwóch habilitowanych, autorka lub współautorka ponad 80 publikacji oraz napisanej wspólnie z S.G. Davisonem monografii „Basic Theory of Surface States”.
Zmarła we Wrocławiu i została pochowana na Cmentarzu Osobowickim we Wrocławiu.
Odznaczenia:
- Krzyż Kawalerski Orderu Odrodzenia Polski[4]
- Złoty Krzyż Zasługi[4]